# Saint-Pierre-dels-Forcats
Saint-Pierre-dels-Forcats  (en catalan Sant Pere dels Forcats) est une commune française, située dans le sud-ouest du département des Pyrénées-Orientales en région Occitanie. Ses habitants sont appelés les Pereforcatins. Sur le plan historique et culturel, la commune est dans la Cerdagne, une haute plaine à une altitude moyenne de 1 200 m d'altitude, qui s'étend d'est en ouest sur une quarantaine de kilomètres entre Mont-Louis et Bourg-Madame.
Exposée à un climat de montagne, elle est drainée par la Têt, Rec del Mol et deux autres cours d'eau. Incluse dans le parc naturel régional des Pyrénées catalanes, la commune possède un patrimoine naturel remarquable : deux sites Natura 2000 (le « massif du Puigmal » et « Puigmal-Carança ») et quatre zones naturelles d'intérêt écologique, faunistique et floristique.
Saint-Pierre-dels-Forcats est une commune rurale qui compte 261 habitants en 2022, après avoir connu une forte hausse de la population depuis 1968. Ses habitants sont appelés les Saint-Pierrois et Saint-Pierroises.

## Géographie

### Localisation
La commune de Saint-Pierre-dels-Forcats se trouve dans le département des Pyrénées-Orientales, en région Occitanie.
Elle se situe à 67 km à vol d'oiseau de Perpignan, préfecture du département, et à 28 km de Prades, sous-préfecture.
Les communes les plus proches sont : 
La Cabanasse (0,8 km), Mont-Louis (1,5 km), Planès (1,8 km), Sauto (3,3 km), Bolquère (3,5 km), La Llagonne (3,5 km), Eyne (3,8 km), Fontpédrouse (5,4 km).
Sur le plan historique et culturel, Saint-Pierre-dels-Forcats fait partie de la région de la Cerdagne, une haute plaine à une altitude moyenne de 1 200 m d'altitude, qui s'étend d'est en ouest sur une quarantaine de kilomètres entre Mont-Louis et Bourg-Madame.

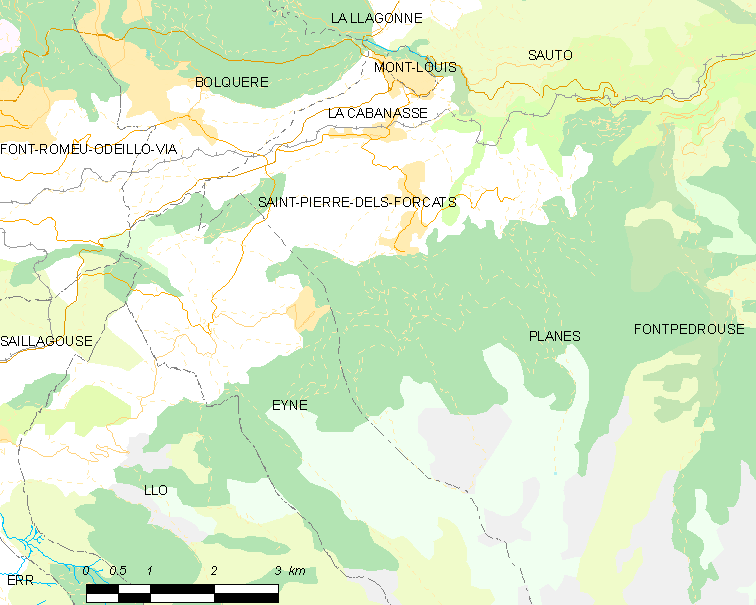
Situation de la commune.

|      | La Cabanasse              | Sauto  |
| Eyne | Saint-Pierre-dels-Forcats | Planès |
|      |                           |        |

### Géologie et relief
La commune est classée en zone de sismicité 4, correspondant à une sismicité moyenne.

### Climat
Pour des articles plus généraux, voir Climat de l'Occitanie et Climat des Pyrénées-Orientales.
En 2010, le climat de la commune est de type climat des marges montargnardes, selon une étude du CNRS s'appuyant sur une série de données couvrant la période 1971-2000. En 2020, Météo-France publie une typologie des climats de la France métropolitaine dans laquelle la commune est exposée à un climat de montagne ou de marges de montagne et est dans la région climatique Pyrénées orientales, caractérisée par une faible pluviométrie, un très bon ensoleillement (2 600 h/an), un air sec, particulièrement en hiver et peu de brouillards.
Pour la période 1971-2000, la température annuelle moyenne est de 7,6 °C, avec une amplitude thermique annuelle de 14,9 °C. Le cumul annuel moyen de précipitations est de 709 mm, avec 6,8 jours de précipitations en janvier et 6,7 jours en juillet. Pour la période 1991-2020, la température moyenne annuelle observée sur la station météorologique la plus proche, située sur la commune de Formiguères à 13 km à vol d'oiseau, est de 7,6 °C et le cumul annuel moyen de précipitations est de 737,3 mm,. Pour l'avenir, les paramètres climatiques de la commune estimés pour 2050 selon différents scénarios d’émission de gaz à effet de serre sont consultables sur un site dédié publié par Météo-France en novembre 2022.

### Milieux naturels et biodiversité

#### Espaces protégés
La protection réglementaire est le mode d’intervention le plus fort pour préserver des espaces naturels remarquables et leur biodiversité associée,.
Le parc naturel régional des Pyrénées catalanes, créé en 2004 et d'une superficie de 139 062 ha, s'étend sur 66 communes du département, des fonds maraîchers et fruitiers des vallées de basse altitude aux plus hauts sommets des Pyrénées-Orientales en passant par les grands massifs de garrigue et de forêt méditerranéenne,.

#### Réseau Natura 2000

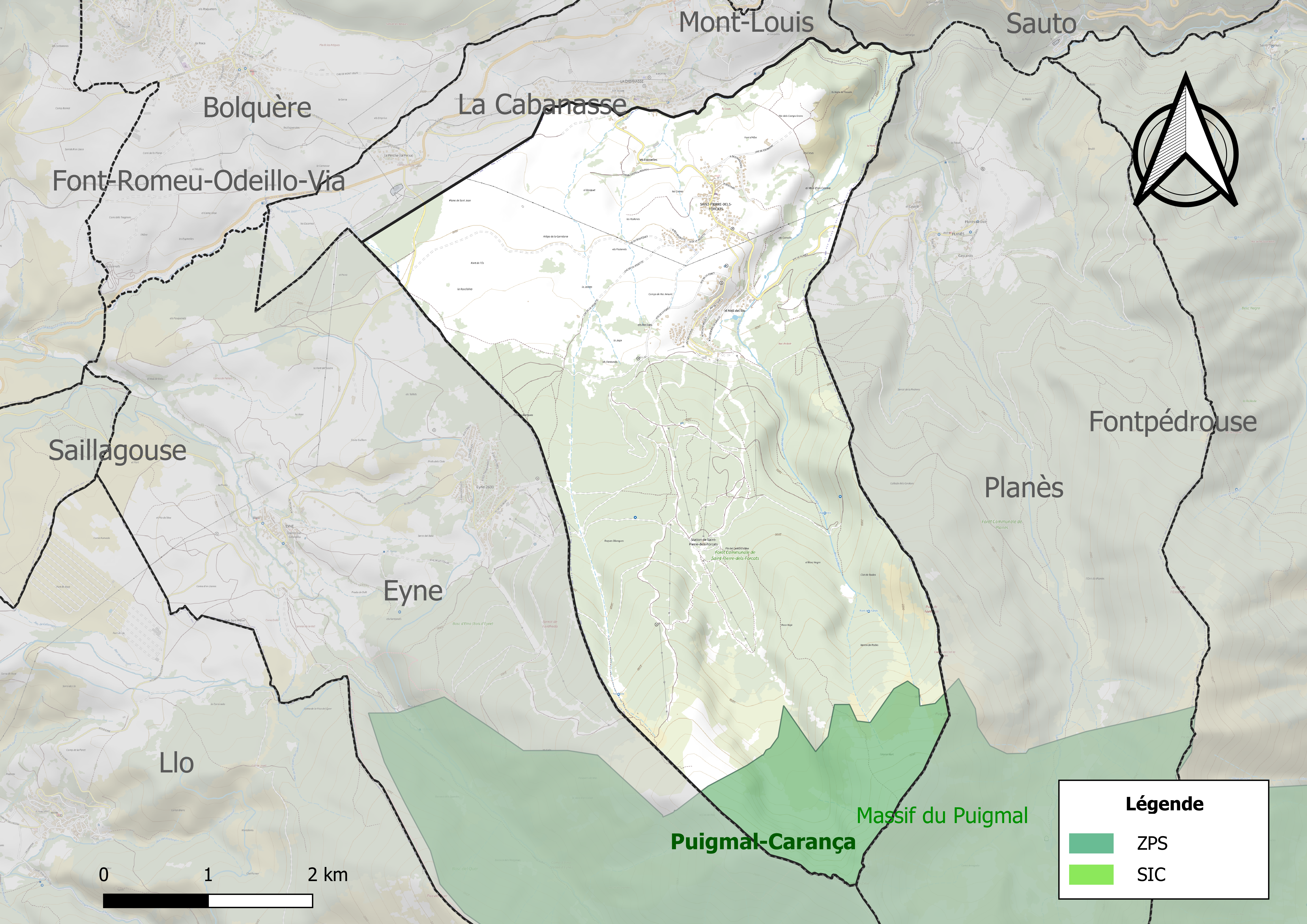
Site Natura 2000 sur le territoire communal.

Le réseau Natura 2000 est un réseau écologique européen de sites naturels d'intérêt écologique élaboré à partir des directives habitats et oiseaux, constitué de zones spéciales de conservation (ZSC) et de zones de protection spéciale (ZPS).
Un site Natura 2000 a été défini sur la commune au titre de la directive habitats.
- le « massif du Puigmal », d'une superficie de 8 784 ha, présence une richesse patrimoniale avec onze habitats naturels et deux espèces végétales au niveau régional. Ainsi la station de Botryche simple est très importante compte tenu du faible nombre de stations en France[19] et  au titre de la directive oiseaux[18]
- « puigmal-Carança », d'une superficie de 10 260 ha, un site qui a une responsabilité forte ou très forte pour cinq espèces d'oiseaux au niveau régional, dont le gypaète barbu[20].

#### Zones naturelles d'intérêt écologique, faunistique et floristique
L’inventaire des zones naturelles d'intérêt écologique, faunistique et floristique (ZNIEFF) a pour objectif de réaliser une couverture des zones les plus intéressantes sur le plan écologique, essentiellement dans la perspective d’améliorer la connaissance du patrimoine naturel national et de fournir aux différents décideurs un outil d’aide à la prise en compte de l’environnement dans l’aménagement du territoire.
Deux ZNIEFF de type 1 sont recensées sur la commune :
le « bac de la forêt domaniale de Fontpédrouse » (180 ha), couvrant 3 communes du département et 
les « Cambre d'Ase » (187 ha)
et deux ZNIEFF de type 2, : 
- les « chaine du Puigmal et vallées Adjacentes » (28 390 ha), couvrant 15 communes du département[24] ;
- la « Haute Cerdagne » (5 477 ha), couvrant 12 communes du département[25].

Carte des ZNIEFF de type 1 et 2 à Saint-Pierre-dels-Forcats.
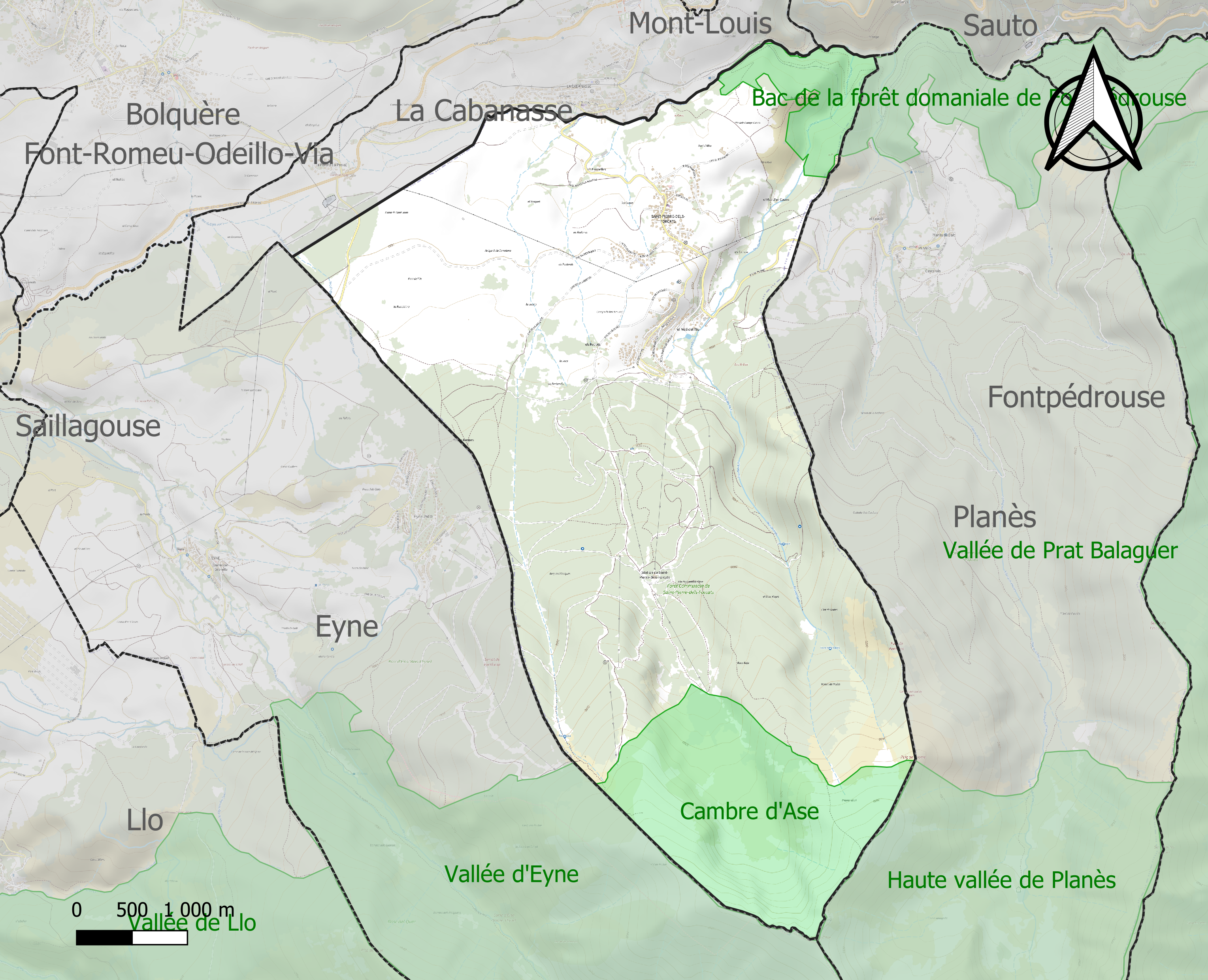
Carte des ZNIEFF de type 1 sur la commune.
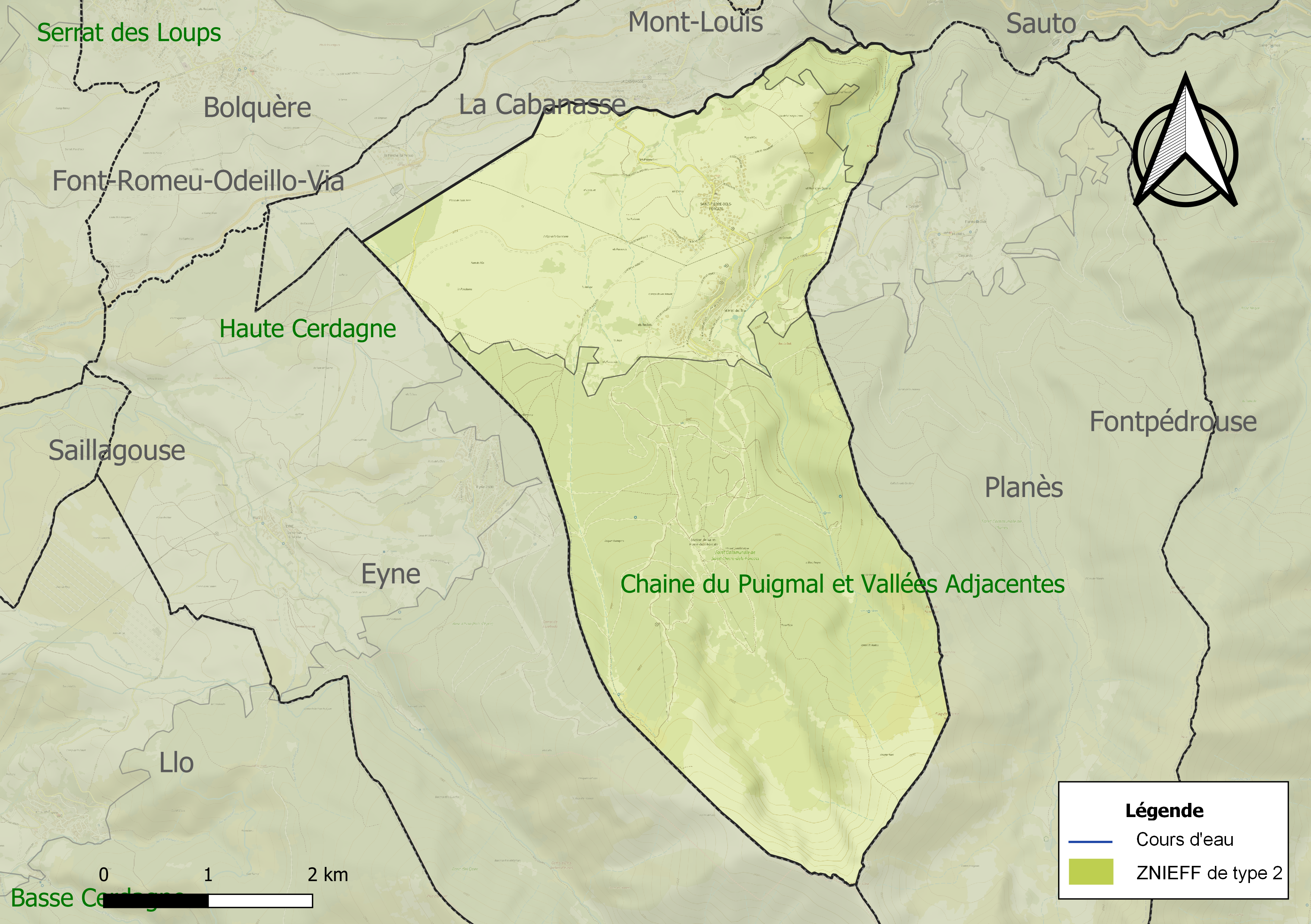
Carte des ZNIEFF de type 2 sur la commune.

## Urbanisme

### Typologie
Au 1er janvier 2024, Saint-Pierre-dels-Forcats est catégorisée commune rurale à habitat dispersé, selon la nouvelle grille communale de densité à sept niveaux définie par l'Insee en 2022.
Elle est située hors unité urbaine et hors attraction des villes,.

### Occupation des sols
L'occupation des sols de la commune, telle qu'elle ressort de la base de données européenne d’occupation biophysique des sols Corine Land Cover (CLC), est marquée par l'importance des forêts et milieux semi-naturels (64 % en 2018), une proportion identique à celle de 1990 (64 %). La répartition détaillée en 2018 est la suivante : 
forêts (46,7 %), prairies (29 %), espaces ouverts, sans ou avec peu de végétation (17,3 %), zones urbanisées (4 %), zones agricoles hétérogènes (3 %). L'évolution de l’occupation des sols de la commune et de ses infrastructures peut être observée sur les différentes représentations cartographiques du territoire : la carte de Cassini (XVIIIe siècle), la carte d'état-major (1820-1866) et les cartes ou photos aériennes de l'IGN pour la période actuelle (1950 à aujourd'hui).

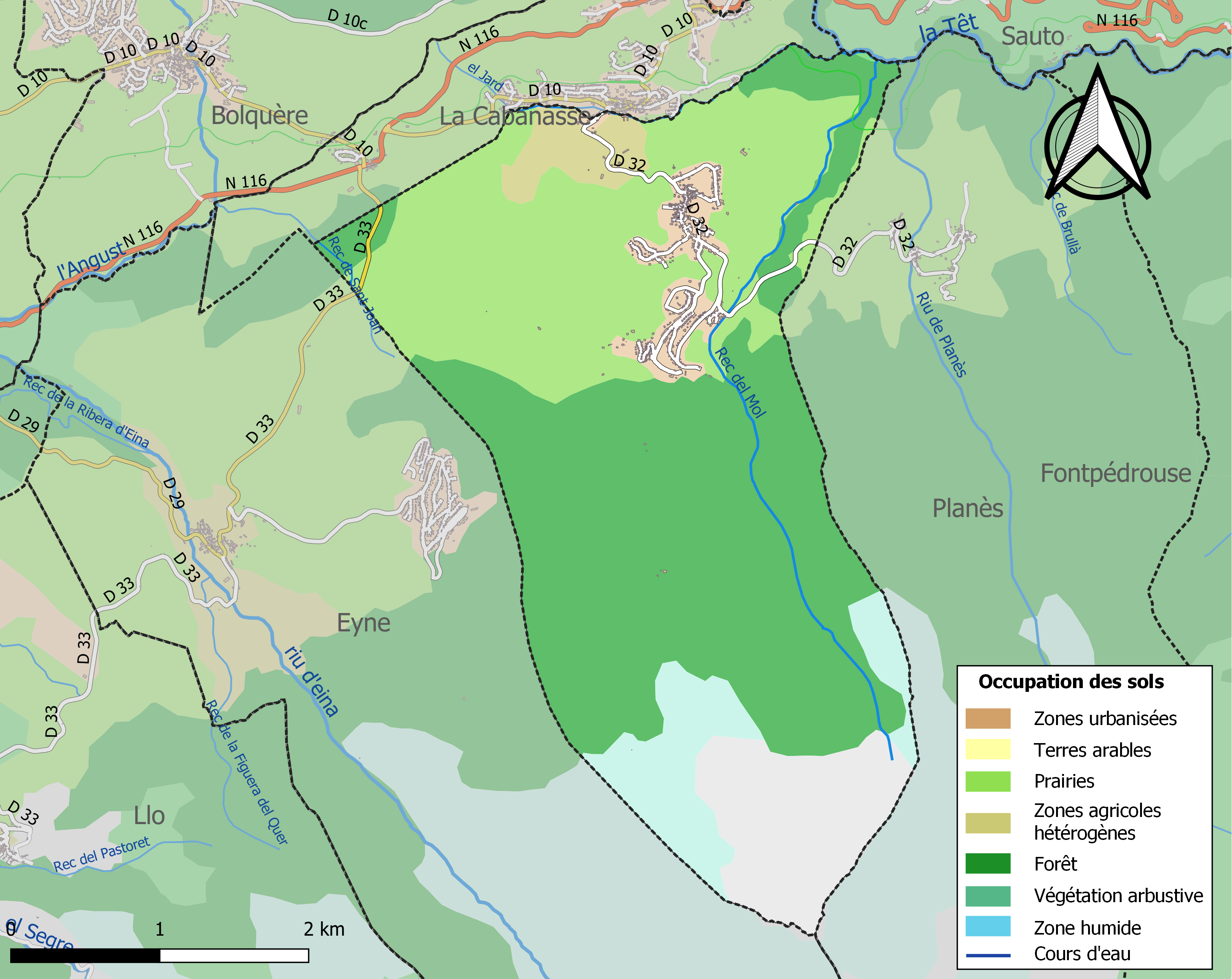
Carte des infrastructures et de l'occupation des sols de la commune en 2018 (CLC).

### Risques majeurs
Le territoire de la commune de Saint-Pierre-dels-Forcats est vulnérable à différents aléas naturels : inondations, climatiques (grand froid ou canicule), feux de forêts, mouvements de terrains, avalanche  et séisme (sismicité moyenne). Il est également exposé à un risque particulier, le risque radon,.

#### Risques naturels
Certaines parties du territoire communal sont susceptibles d’être affectées par le risque d’inondation par crue torrentielle de cours d'eau du bassin de la Têt.
Les mouvements de terrains susceptibles de se produire sur la commune sont soit des mouvements liés au retrait-gonflement des argiles, soit des glissements de terrains, soit des chutes de blocs, soit des effondrements liés à des cavités souterraines. Une cartographie nationale de l'aléa retrait-gonflement des argiles permet de connaître les sols argileux ou marneux susceptibles vis-à-vis de ce phénomène. L'inventaire national des cavités souterraines permet par ailleurs de localiser celles situées sur la commune.

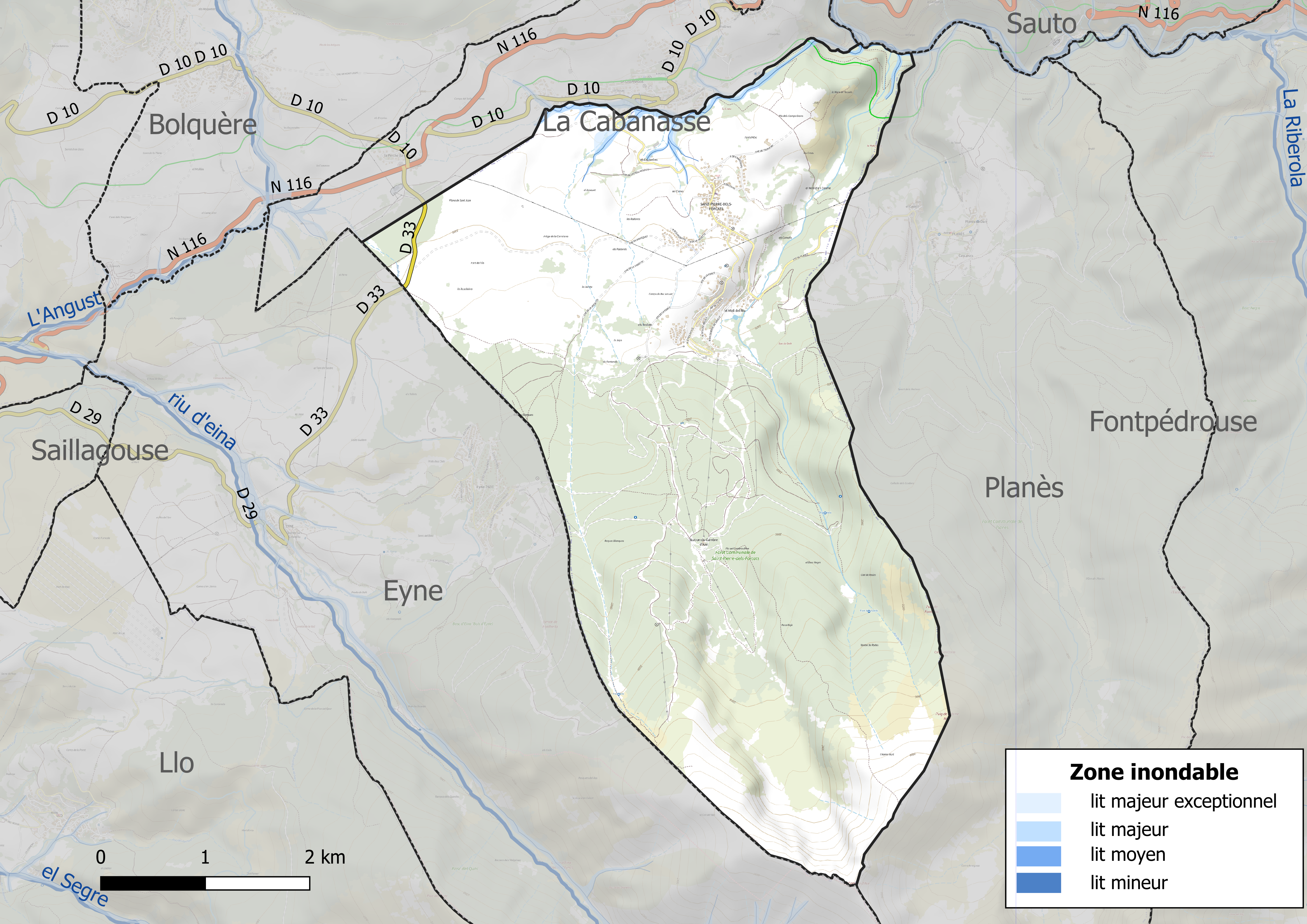
Carte des zones inondables.
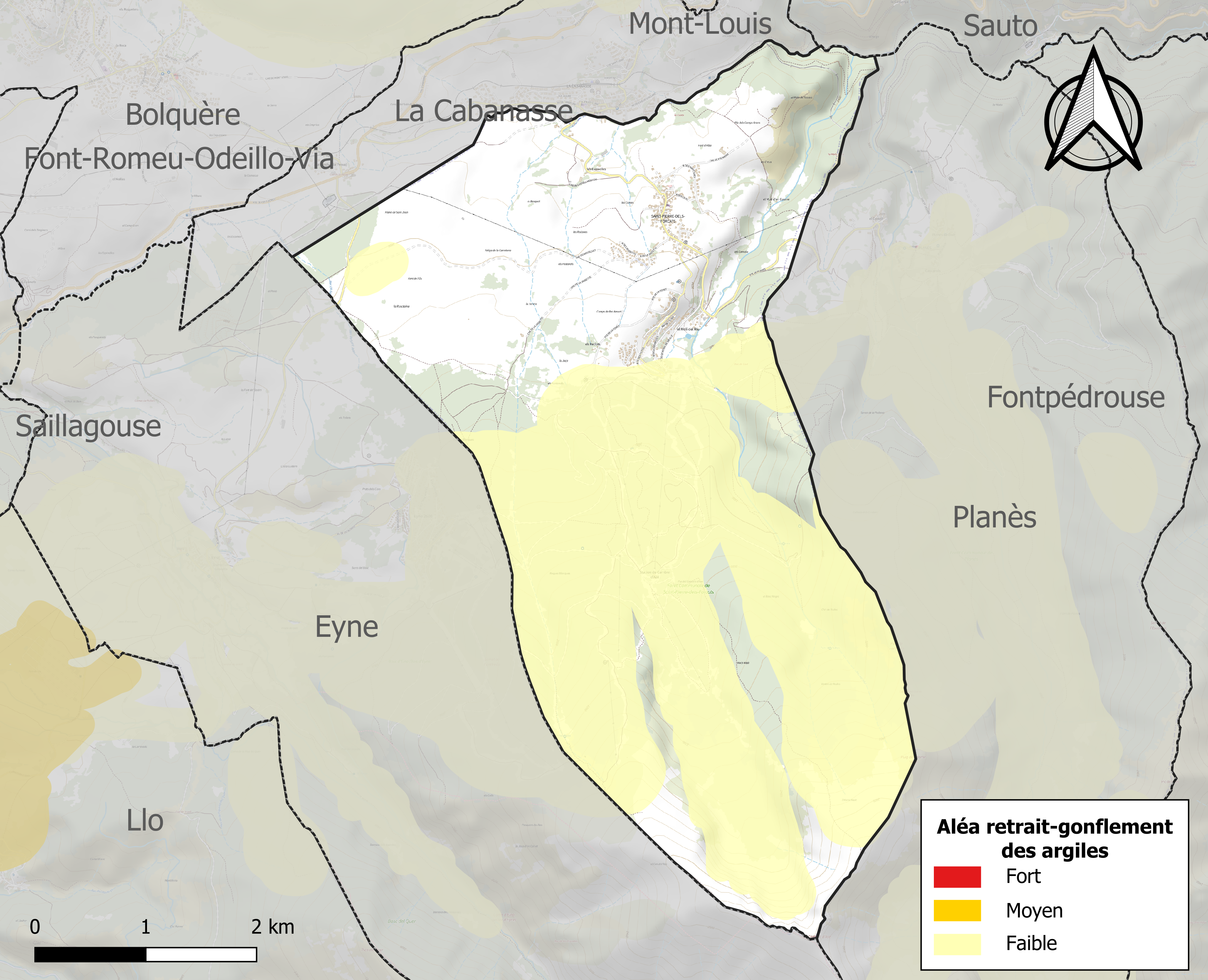
Carte des zones d'aléa retrait-gonflement des argiles.

#### Risque particulier
Dans plusieurs parties du territoire national, le radon, accumulé dans certains logements ou autres locaux, peut constituer une source significative d’exposition de la population aux rayonnements ionisants. Toutes les communes du département sont concernées par le risque radon à un niveau plus ou moins élevé. Selon la classification de 2018, la commune de Saint-Pierre-dels-Forcats est classée en zone 3, à savoir zone à potentiel radon significatif.

## Toponymie
En catalan, le nom de la commune est Sant Pere dels Forcats.
Le nom de la commune provient du mot latin inforcatos qui apparaît dès 885 dans le nom Sancti Petri in Portu inforcatos. Il est formé de Forca (« fourche ») précédé du préfixe in- et du suffixe augmentatif -atus. Les fourches évoquées ne sont pas connues avec certitude : elles pourraient désigner des fourches destinées à rendre la justice ou avoir la signification de carrefour ou de croisée de chemins. Saint-Pierre désigne le saint auquel l'église du village est dédiée.

## Histoire
Fin 1709, sous prétexte de non-approvisionnement en fourrage, l'armée française stationnée à proximité pille le village, emportant fourrage, céréales et légumes, ainsi que tout ce qui pouvait servir de bois de chauffage (portes, planchers, meubles). Poussés à la mendicité à la suite de cet événement, les habitants du village durent demander une réduction d'impôt.
La commune adhère à la Communauté de communes Capcir Haut-Conflent par arrêté préfectoral du 29 décembre 2000.

## Politique et administration

### Canton
En 1790, la commune de Saint-Pierre-dels-Forcats est intégrée dans le canton d'Olette. Elle en est rapidement détachée pour rejoindre en 1793 le nouveau canton de Mont-Louis, dont elle fait partie jusqu'en 2015,.
À compter des élections départementales de 2015, la commune est incluse dans le nouveau canton des Pyrénées catalanes.

### Liste des maires

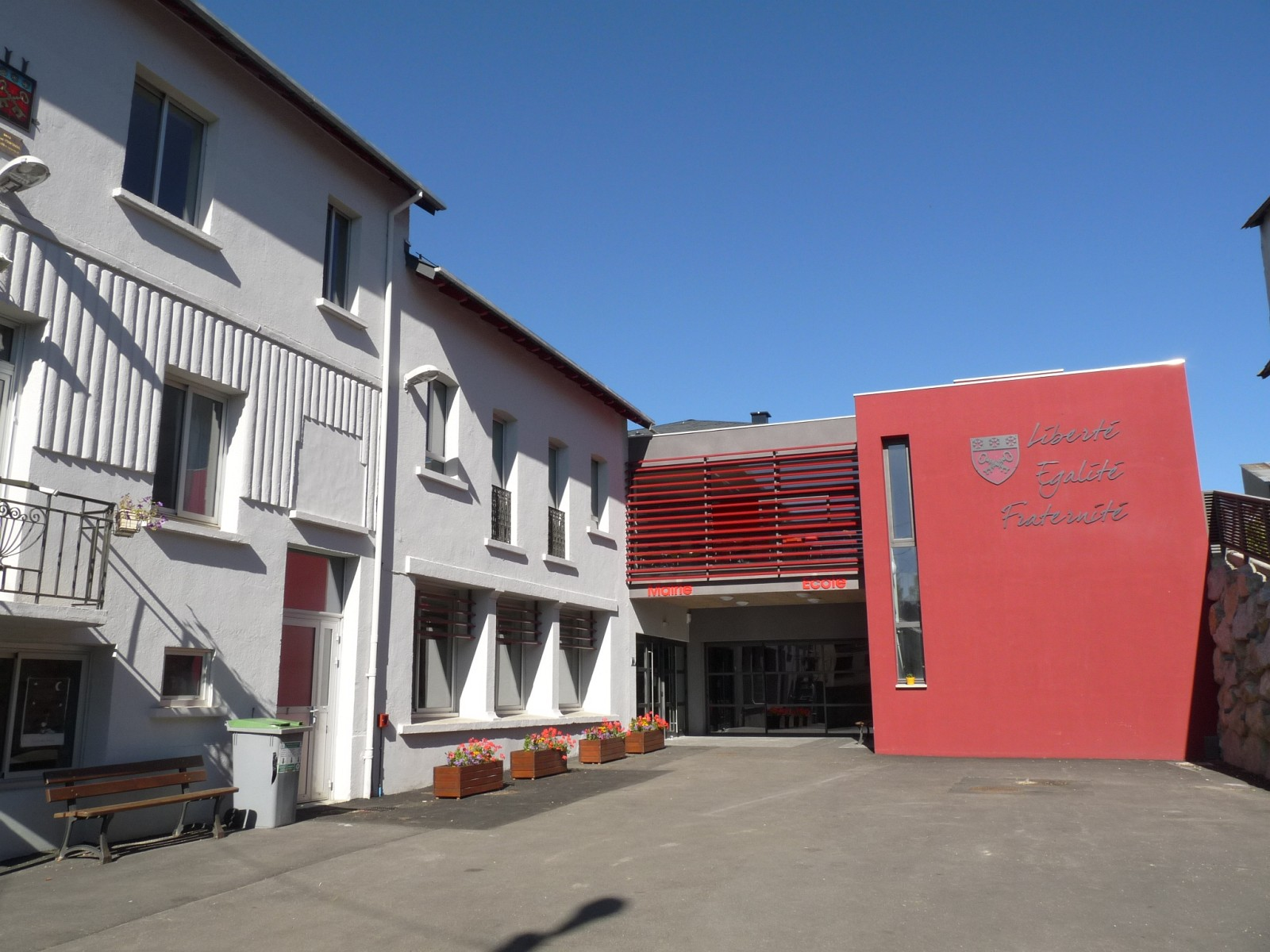
La mairie-école

| Période   | Période  | Identité           | Étiquette | Qualité |
| --------- | -------- | ------------------ | --------- | ------- |
|           |          |                    |           |         |
| mars 2001 | 2020     | Jean-Luc Molinier, | PCF       |         |
| 2020      | En cours | Pierre Blanqué     |           |         |

## Population et société

### Démographie ancienne
La population est exprimée en nombre de feux (f) ou d'habitants (H).
| 1358 | 1365 | 1378 | 1553 | 1709 | 1730 | 1767  | 1774 | 1788  |
| ---- | ---- | ---- | ---- | ---- | ---- | ----- | ---- | ----- |
| 63 f | 10 f | 5 f  | 9 f  | 91 f | 32 f | 212 H | 50 f | 130 H |

| 1789 | - | - | - | - | - | - | - | - |
| ---- | - | - | - | - | - | - | - | - |
| 36 f | - | - | - | - | - | - | - | - |

Note :
- 1358 : pour Saint-Pierre et trois villages de Cerdagne.

### Démographie contemporaine
L'évolution du nombre d'habitants est connue à travers les recensements de la population effectués dans la commune depuis 1793. Pour les communes de moins de 10 000 habitants, une enquête de recensement portant sur toute la population est réalisée tous les cinq ans, les populations de référence des années intermédiaires étant quant à elles estimées par interpolation ou extrapolation. Pour la commune, le premier recensement exhaustif entrant dans le cadre du nouveau dispositif a été réalisé en 2005.

En 2022, la commune comptait 261 habitants, en évolution de −1,88 % par rapport à 2016 (Pyrénées-Orientales : +3,92 %, France hors Mayotte : +2,11 %).
| 1793 | 1800 | 1806 | 1821 | 1831 | 1836 | 1841 | 1846 | 1851 |
| ---- | ---- | ---- | ---- | ---- | ---- | ---- | ---- | ---- |
| 260  | 178  | 206  | 242  | 278  | 300  | 255  | 298  | 323  |

| 1856 | 1861 | 1866 | 1872 | 1876 | 1881 | 1886 | 1891 | 1896 |
| ---- | ---- | ---- | ---- | ---- | ---- | ---- | ---- | ---- |
| 313  | 305  | 310  | 318  | 322  | 316  | 336  | 337  | 311  |

| 1901 | 1906 | 1911 | 1921 | 1926 | 1931 | 1936 | 1946 | 1954 |
| ---- | ---- | ---- | ---- | ---- | ---- | ---- | ---- | ---- |
| 311  | 307  | 303  | 207  | 182  | 165  | 152  | 162  | 138  |

| 1962 | 1968 | 1975 | 1982 | 1990 | 1999 | 2005 | 2006 | 2010 |
| ---- | ---- | ---- | ---- | ---- | ---- | ---- | ---- | ---- |
| 119  | 114  | 166  | 156  | 185  | 213  | 231  | 233  | 261  |

| 2015 | 2020 | 2022 | - | - | - | - | - | - |
| ---- | ---- | ---- | - | - | - | - | - | - |
| 267  | 262  | 261  | - | - | - | - | - | - |

| selon la population municipale des années : | 1968 | 1975 | 1982 | 1990 | 1999 | 2006 | 2009 | 2013 |
| Rang de la commune dans le département      | 161  | 135  | 143  | 143  | 141  | 136  | 134  | 131  |
| Nombre de communes du département           | 232  | 217  | 220  | 225  | 226  | 226  | 226  | 226  |

### Enseignement

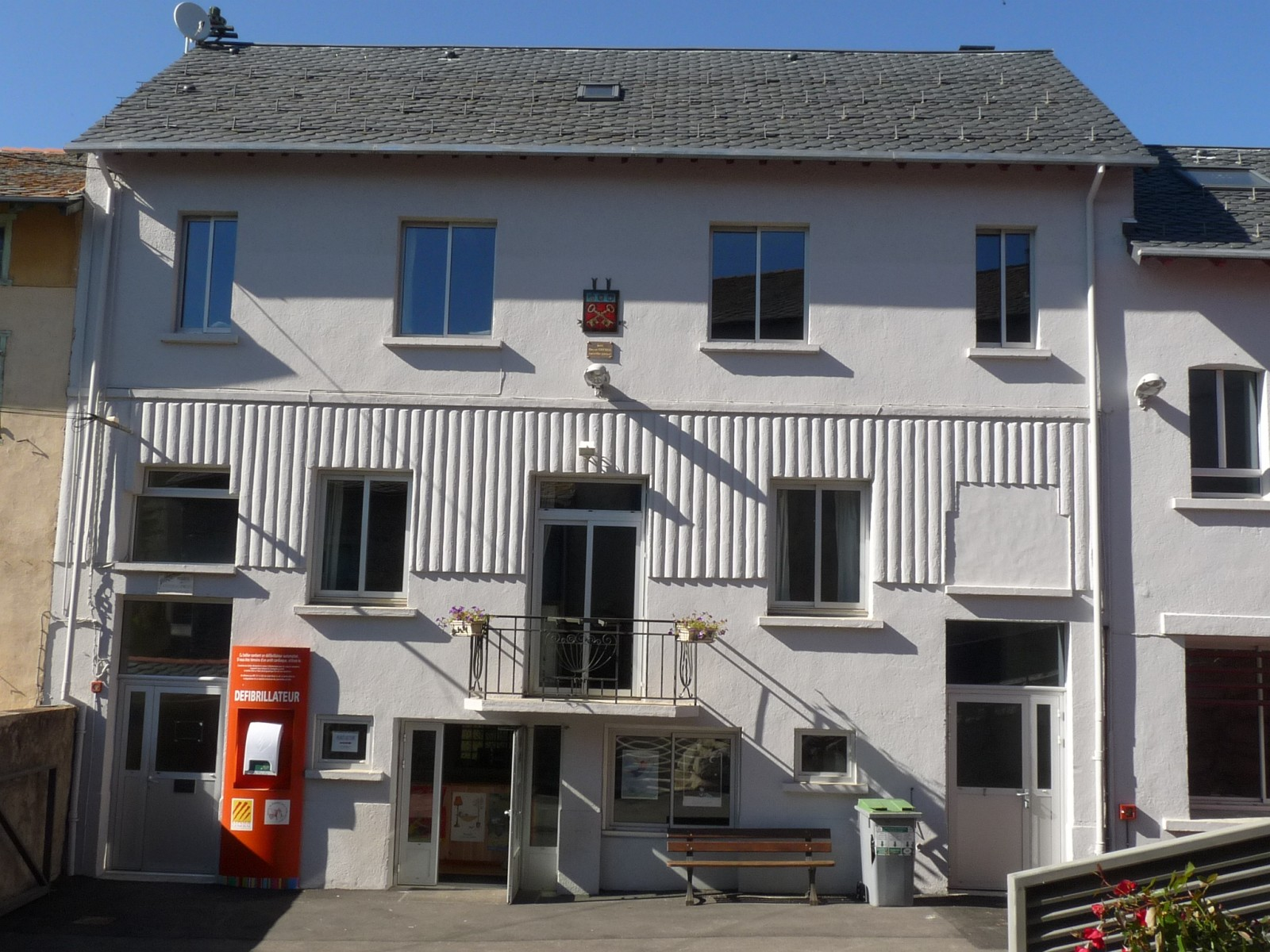
École communale, près de la mairie

L'école est un regroupement pédagogique intercommunal entre Saint-Pierre, Mont-Louis, La Llagonne et La Cabanasse. Saint-Pierre, Mont-Louis et La Cabanasse accueillent chacune une section maternelle. L'école élémentaire est partagée entre Saint-Pierre pour le CP, Mont-Louis pour le CE1, La Llagonne pour le CE2, et La Cabanasse pour le CM1 et CM2. L'école est située au bourg, accolée à la mairie.
Le secteur du collège est Font-Romeu.

### Manifestations culturelles et festivités
- Fête patronale et communale : 29 juin[51].

### Sports
Station de ski des Pyrénées, le secteur dispose d'un domaine permettant de belles randonnées.

## Économie

### Revenus
En 2018, la commune compte 128 ménages fiscaux, regroupant 286 personnes. La médiane du revenu disponible par unité de consommation est de 20 780 € (19 350 € dans le département).

### Emploi
|                | 2008   | 2013   | 2018   |
| -------------- | ------ | ------ | ------ |
| Commune        | 6,8 %  | 6,9 %  | 3 %    |
| Département    | 10,3 % | 12,9 % | 13,3 % |
| France entière | 8,3 %  | 10 %   | 10 %   |

En 2018, la population âgée de 15 à 64 ans s'élève à 167 personnes, parmi lesquelles on compte 73,5 % d'actifs (70,5 % ayant un emploi et 3 % de chômeurs) et 26,5 % d'inactifs,. Depuis 2008, le taux de chômage communal (au sens du recensement) des 15-64 ans est inférieur à celui de la France et du département.
La commune est hors attraction des villes,. Elle compte 75 emplois en 2018, contre 81 en 2013 et 86 en 2008. Le nombre d'actifs ayant un emploi résidant dans la commune est de 121, soit un indicateur de concentration d'emploi de 62,3 % et un taux d'activité parmi les 15 ans ou plus de 58,1 %.
Sur ces 121 actifs de 15 ans ou plus ayant un emploi, 33 travaillent dans la commune, soit 28 % des habitants. Pour se rendre au travail, 88,3 % des habitants utilisent un véhicule personnel ou de fonction à quatre roues, 1,7 % les transports en commun, 5 % s'y rendent en deux-roues, à vélo ou à pied et 5 % n'ont pas besoin de transport (travail au domicile).

### Activités hors agriculture

#### Secteurs d'activités
49 établissements sont implantés  à Saint-Pierre-dels-Forcats au 31 décembre 2019. Le tableau ci-dessous en détaille le nombre par secteur d'activité et compare les ratios avec ceux du département,.
| Secteur d'activité                                                                                        | Commune | Commune | Département |
| Secteur d'activité                                                                                        | Nombre  | %       | %           |
| --- | ------- | ------- | ----------- |
| Ensemble                                                                                                  | 49      |         |             |
| Industrie manufacturière, industries extractives et autres                                                | 2       | 4,1 %   | (8,7 %)     |
| Construction                                                                                              | 7       | 14,3 %  | (14,3 %)    |
| Commerce de gros et de détail, transports, hébergement et restauration                                    | 15      | 30,6 %  | (30,5 %)    |
| Information et communication                                                                              | 1       | 2 %     | (1,9 %)     |
| Activités immobilières                                                                                    | 2       | 4,1 %   | (6,2 %)     |
| Activités spécialisées, scientifiques et techniques et activités de services administratifs et de soutien | 3       | 6,1 %   | (13 %)      |
| Administration publique, enseignement, santé humaine et action sociale                                    | 14      | 28,6 %  | (13,9 %)    |
| Autres activités de services                                                                              | 5       | 10,2 %  | (8,5 %)     |

Le secteur du commerce de gros et de détail, des transports, de l'hébergement et de la restauration est prépondérant sur la commune puisqu'il représente 30,6 % du nombre total d'établissements de la commune (15 sur les 49 entreprises implantées  à Saint-Pierre-dels-Forcats), contre 30,5 % au niveau départemental.

#### Entreprises et commerces
Sur la commune se trouve la station de sports d'hiver Espace Cambre d'Aze (Eyne - Saint-Pierre-dels-Forcats).

### Agriculture
|               | 1988 | 2000 | 2010 | 2020 |
| ------------- | ---- | ---- | ---- | ---- |
| Exploitations | 6    | 2    | 2    | 2    |
| SAU (ha)      | 88   | 147  | 168  | 185  |

La commune est dans la Cerdagne, une petite région agricole située à l'extrême ouest du département des Pyrénées-Orientales. En 2020, l'orientation technico-économique de l'agriculture  sur la commune est l'élevage de bovins, pour la viande. Deux exploitations agricoles ayant leur siège dans la commune sont dénombrées lors du recensement agricole de 2020 (six en 1988). La superficie agricole utilisée est de 185 ha,,.

## Culture locale et patrimoine

### Monuments et lieux touristiques
- L'église paroissiale Saint-Pierre e Saint-Pierre-dels-Forcats, entourée de son cimetière.

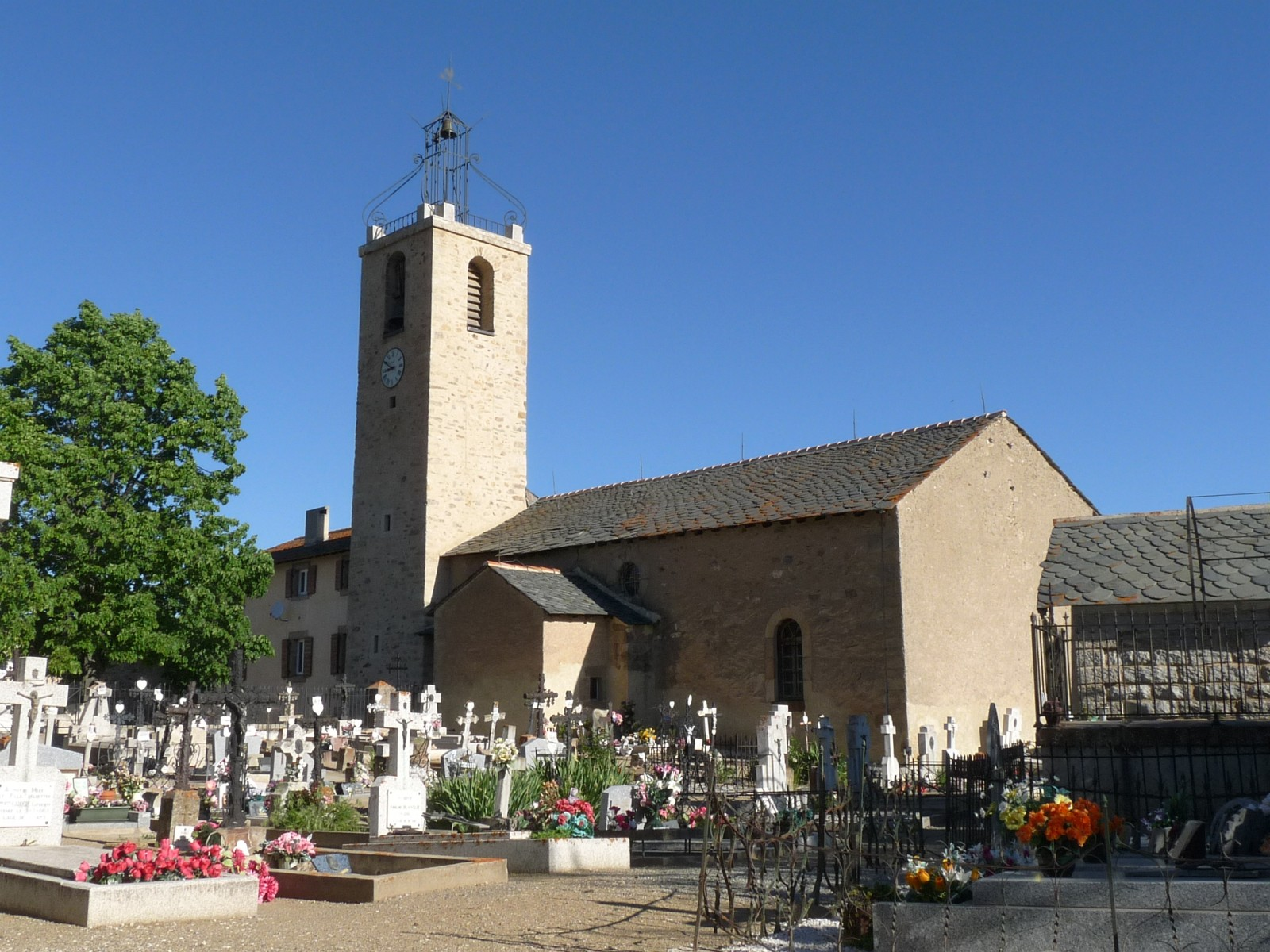
L'église Saint-Pierre
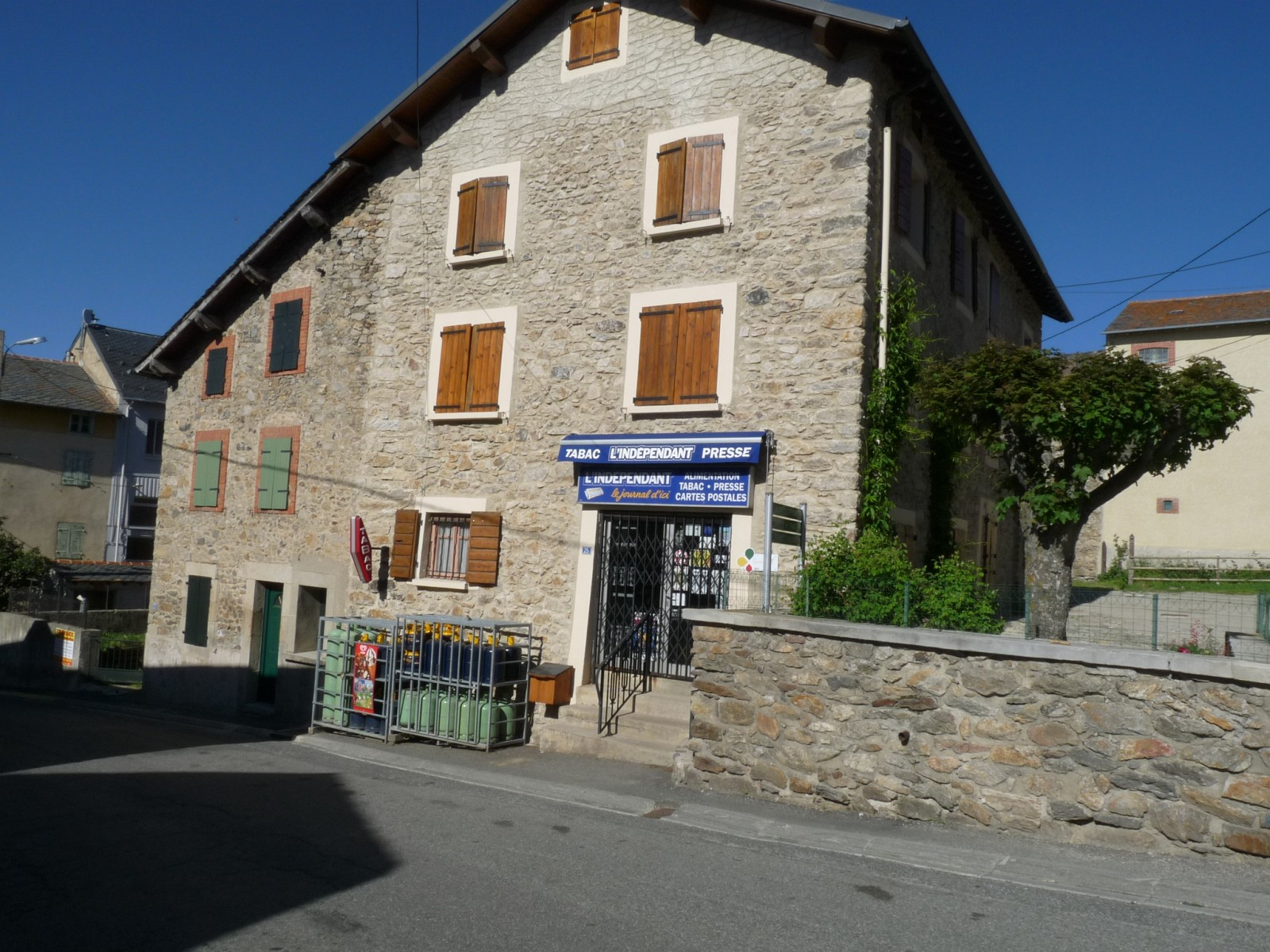
Épicerie-tabac-presse
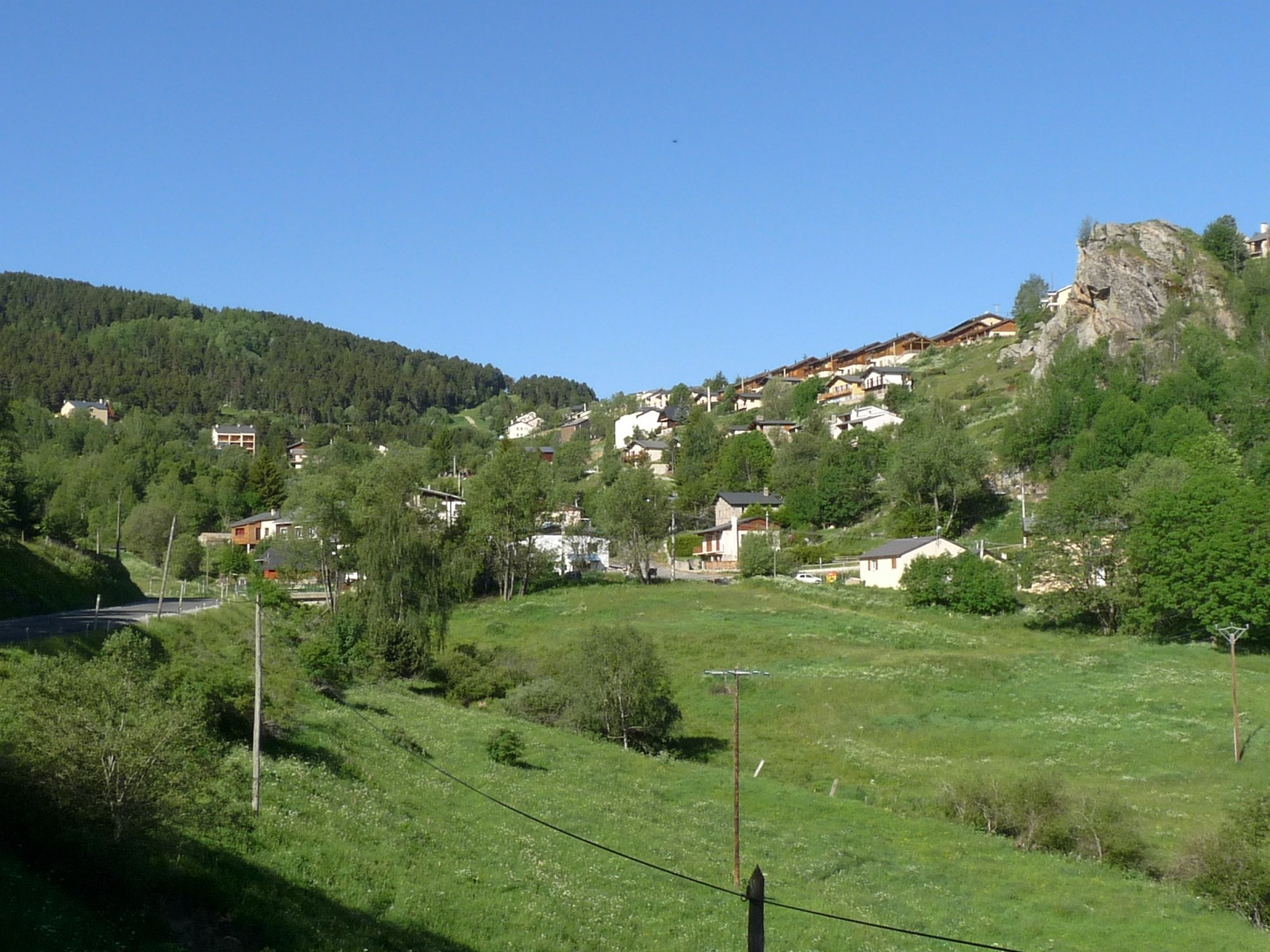
El Mouli

- Les orris du clot de Rodes au-dessus du village[55]

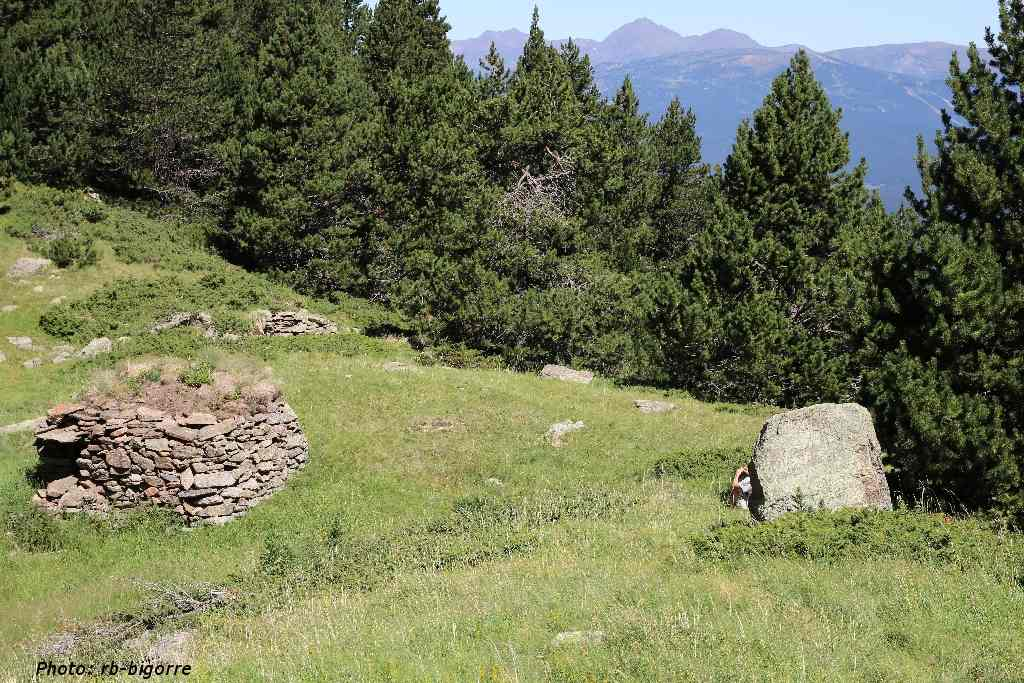
Deux orris bien conservés et des marmottes.

### Personnalités liées à la commune
- Laurent Delcasso, né à Saint-Pierre, curé de Mont-Louis, député entre 1792 et 1795 à la Convention nationale, puis au conseil des Cinq-Cents jusqu’en 1797[56].

### Héraldique
| Blason de Saint-Pierre-dels-Forcats | Blason  | De gueules à deux clefs d’or renversées et passées en sautoir, les pannetons affrontés; à la filière cousue d’azur combinée à un chef du même chargé de trois cristaux de neige d’argent. |
| Blason de Saint-Pierre-dels-Forcats | Détails | Le statut officiel du blason reste à déterminer. |